# Sheepy Parva
Sheepy Parva är en by i civil parish Sheepy, i distriktet Hinckley and Bosworth, i grevskapet Leicestershire i England. Byn är belägen 7 km från Market Bosworth. Sheepy Parva var en civil parish fram till 1935 när blev den en del av Sheepy. Civil parish hade 70 invånare år 1931. Byn nämndes i Domedagsboken (Domesday Book) år 1086, och kallades då Scepehe.